# Martina Graf
Martina Graf Guarinoni (Montevideo, 21 de diciembre de 1989) es una modelo y comunicadora uruguaya. 
Es reconocida en Uruguay sobre todo por su participación en televisión como cronista en Desayunos informales, y  luego partió a México por su participación en Es de mañana TV Azteca. 
En México residió durante dos años donde también concluyó sus estudios de la carrera como actriz de Cefat (Tv Azteca).

## Biografía
Martina Graf nació el 21 de diciembre de 1989 en Montevideo, Uruguay. 
Residió varios años de su infancia junto a su familia en Italia, más específicamente en Turín. 
Volvió a su país natal y concurrió a primaria y secundaria allí. 
Ella es modelo, comunicadora y profesora de equitación, y ha manifestado que es una defensora de los animales.
Es modelo y ha participado en muchos certámenes de belleza nacionales e internacionales como: Miss Universo 2010, Miss hawaiian Tropic 2009, Miss Nuvo Beauty Look, entre otros. También es comunicadora y trabajó en diversas campañas publicitarias y gráficas, dentro de las más reconocidas: la ropa interior "Prili" y la bebida "GrappaMiel Vesubio". 
Además estuvo en varios programas de tv como en 2009 en Sácale una foto como columnista, en 2010 en 2010 Jugá, programa de entretenimientos en Canal 10, en 2011 en La cocina de chitita telenovela emitida en Teledoce. Al otro año comenzó tres trabajos: en Minuto para ganar como secretaria en Teledoce que era conducido por Juan Hounie y también era un programa de entretenimientos, en el programa periodístico Buscadores en Televisión Nacional Uruguay como movilera, y como conductora en el programa de turf de VTV, Varios cuerpos, que estuvo hasta 2015. En 2014 como cronista en Verano perfecto y Día perfecto en Teledoce y al otro año también como cronista del magazine Desayunos informales en Teledoce entre 2015 y 2016, que era conducido por Victoria Zangaro y Alejandro Figueredo.
Durante dos años (entre 2016 y 2018) se radicó en México para estudiar, y además participó siendo coconductora en Es de mañana programa de televisión de ese país, emitido por la TV Azteca. En 2018 volvió a vivir en Uruguay y participó en la televisión como panelista en Todos contra mí en Teledoce, que es un programa de preguntas y respuestas uruguayo conducido por el periodista deportivo Federico Buysán, acompañada por otros siete panelistas y un concursante no famoso diferente en cada emisión.
En el año 2022 volvió a la televisión como participante de la tercera temporada de la versión con celebridades de MasterChef Uruguay. Resultó ser la 4.ta eliminada del certamen.

## Filmografía

### Televisión
| Año       | Trabajo            | Trabajo               | Rol               | Canal      | Notas                    |
| --------- | ------------------ | --------------------- | ----------------- | ---------- | ------------------------ |
| 2009      | Bandera de Uruguay | Sácale una foto       | Columnista social | TV libre   |                          |
| 2009      | Bandera de Brasil  | Cama de gato          | Participación     | Rede Globo | Telenovela               |
| 2010      | Bandera de Uruguay | 2010 Jugá             | Cronista          | Canal 10   | Entretenimientos         |
| 2011      | Bandera de Uruguay | La cocina de chichita | Participación     | Teledoce   | Telenovela               |
| 2012      | Bandera de Uruguay | Buscadores            | Movilera          | TNU        | Periodístico             |
| 2012      | Bandera de Uruguay | Minuto para ganar     | Secretaria        | Teledoce   | Entretenimientos         |
| 2012-15   | Bandera de Uruguay | Varios cuerpos        | Conductora        | VTV        | Programa de turf         |
| 2014-15   | Bandera de Uruguay | Verano perfecto       | Movilera          | Teledoce   | Farándula                |
| 2014, 15  | Bandera de Uruguay | Día perfecto          | Movilera          | Teledoce   | Magazine, solo en verano |
| 2015-16   | Bandera de Uruguay | Desayunos informales  | Cronista          | Teledoce   | Magazine                 |
| 2017-18   | Bandera de México  | Es de mañana          | Conductora        | TV Azteca  | Magazine                 |
| 2018-2019 | Bandera de Uruguay | Todos contra mí       | Panelista         | Teledoce   | Entretenimientos         |
| 2022      | Bandera de Uruguay | MasterChef Celebrity  | Participante      | Canal 10   | 4.ta Eliminada           |

### Teatro
| Año  | Obra                          | Dirección         |
| ---- | ----------------------------- | ----------------- |
| 2011 | Perras: la adolescencia feroz | Héctor Giaccino   |
| 2012 | Sueños                        | Adriana da Silva  |
| 2014 | Infieles                      | Carolina Villalba |
| 2016 | Cotidianamente absurdo        | Ramiro Perdomo    |
| 2018 | Salven al cómico              | Virgina Ramos     |

### Publicidades
| Año  | Marca              | Notas          |
| ---- | ------------------ | -------------- |
| 2007 | Charly             | Ropa deportiva |
| 2009 | Ufo                | Jeans          |
| 2009 | Ripley Roxy        | Jeans          |
| 2009 | Pimentón           | Ropa interior  |
| 2009 | Prili              | Ropa interior  |
| 2010 | GrappaMiel Vesubio | Bebida         |